# Olympische Jugend-Sommerspiele 2010/Teilnehmer (Haiti)
| Gelbes Symbol für Goldmedaillen mit stilisierten Olympischen Ringen | Graues Symbol für Silbermedaillen mit stilisierten Olympischen Ringen | Braundes Symbol für Bronzemedaillen mit stilisierten Olympischen Ringen |
| ------------------------------------------------------------------- | --------------------------------------------------------------------- | ----------------------------------------------------------------------- |
| —                                                                   | 1                                                                     | —                                                                       |

Die Jugend-Olympiamannschaft aus Haiti für die I. Olympischen Jugend-Sommerspiele vom 14. bis 26. August 2010 in Singapur bestand aus 22 Athleten.

## Medaillengewinner
Mit einer gewonnenen Silbermedaille belegte das Team Haitis Platz 75 im Medaillenspiegel.

### Silber
- Fußball: Jeff Alphonse, Whoopy Jean Baptiste, Wiliam Barthelemy, Junior Bonheur, Jean Bonhomme, Jeff Petit Frere, Daniel Gedeon, Carlos Gluce, Ismael Hilaire, Sindy Louissaint, Nike Metellus, Jonathan Momplaisir, Jean Paraison, Sandino Saint Jean, Sandro Saint Surin, Pierre Samedi, Robert Surpris und Bertrand Vilgrain

## Athleten nach Sportarten

### Fußball
Jungen
- Silber
- Jeff Petit Frere
- Daniel Gedeon
- Sindy Louissaint
- Jonathan Momplaisir
- Nike Metellus
- Wiliam Barthelemy
- Carlos Gluce
- Ismael Hilaire
- Jean Paraison
- Bertrand Vilgrain
- Sandino Saint Jean
- Pierre Samedi
- Robert Surpris
- Jean Bonhomme
- Sandro Saint Surin
- Whoopy Jean Baptiste
- Junior Bonheur
- Jeff Alphonse

### Judo
Mädchen
- Dieulourdes Joseph
Klasse bis 44 kg: 9. Platz
Mixed: 5. Platz (im Team Chiba)
- Wildjie Vertus
Klasse bis 63 kg: 17. Platz
Mixed: 5. Platz (im Team Hamilton)

### Leichtathletik
Mädchen
- Beatrice Derose
1000 m: DNS (Finale)

### Taekwondo
Jungen
- Peterson Sertune
Klasse bis 55 kg: 5. Platz